# Rosa Bravo
Bravo  Soba est un nom espagnol. Le premier nom de famille, en général paternel, est Bravo ; le second, en général maternel, souvent omis, est Soba.
Rosa María Bravo Soba, née le 25 août 1976 à Bàscara, est une coureuse cycliste espagnole. Elle pratique plusieurs disciplines, le cyclisme sur route, sur piste et le cyclo-cross. Sur route, elle est notamment triple championne d'Espagne et elle a représenté son pays lors des mondiaux 2000, 2001, 2002 et 2010. Elle compte également de nombreux titres en cyclo-cross et sur piste.
Elle a également participé à des épreuves en duathlon.

## Palmarès sur route
- 1997
  - 2e du championnat d'Espagne sur route
- 1998
  -  Championne d'Espagne sur route
- 1999
  - 2e du championnat d'Espagne sur route
- 2000
  -  Championne d'Espagne sur route
- 2001
  - Flèche Gascogne :
    - Classement général
    - 2 étapes

  - Gran Premi San Isidro
  - 3e de l'Durango-Durango Emakumeen Saria
- 2002
  - Gran Premi San Isidro
  - 3e de l'Durango-Durango Emakumeen Saria
- 2003
  - 2e du championnat d'Espagne sur route
- 2004
  - Gran Premi San Isidro
- 2010
  - 2e du championnat d'Espagne du contre-la-montre
  - 3e du championnat d'Espagne sur route
- 2011
  -  Championne d'Espagne sur route

## Palmarès sur piste
- 1995
  -  Championne d'Espagne du 500 mètres
- 1996
  -  Championne d'Espagne du 500 mètres
  -  Championne d'Espagne de vitesse
- 1997
  -  Championne d'Espagne du 500 mètres
  -  Championne d'Espagne de vitesse
- 1998
  -  Championne d'Espagne du 500 mètres
- 1999
  -  Championne d'Espagne du 500 mètres
  -  Championne d'Espagne de vitesse
- 2000
  -  Championne d'Espagne du 500 mètres

## Palmarès en cyclo-cross
- 2004-2005
  -  Championne d'Espagne de cyclo-cross
- 2005-2006
  -  Championne d'Espagne de cyclo-cross